# Solomon Abenaes
Solomon Abenaes, auch Abenaish, Abenyaex, Aben Ayesh, Ibn (Eben) Yaish (* um 1520 in Tavira als Alvaro Mendes; † 1603 im Osmanischen Reich) war ein marranischer Geschäftsmann und Diplomat.

## Leben
Solomon Abenaes wurde um 1520 im südportugiesischen Tavira als Alvaro Mendes in eine Converso-Familie geboren. Nach der Ausbildung zum Goldschmied wurde er um 1545 von seinen Eltern nach Indien geschickt, wo er im Königreich Narsinga (Madras) Diamantenminen ausbeutete. Nach seiner Rückkehr nach Portugal wurde er 1555 durch João III.) als Ritter in den Santiagoorden aufgenommen.
Er begann eine Karriere als Handelsmann und Diplomat, die ihn nach Madrid, Florenz, Paris und London führte. In Paris blieb er 16 Jahre und hatte guten Kontakt mit der Königsregentin Caterina de’ Medici. Als im Jahr 1580 Portugal in die Personalunion mit Spanien eintrat, stellte er sich auf die Seite des Thronprätendenten Don António von Crato und wurde zu seinem ergebenen Anhänger.
Im Jahr 1585 verließ er Paris und übersiedelte nach Saloniki, wo er den Namen Solomon Abenaes annahm und mit der ganzen Familie zum Judentum zurückkehrte. Dank seines Reichtums, seiner Erfahrung und seiner weiten Vernetzung genoss er am türkischen Hof ähnlich hohes Ansehen wie zuvor Joseph Nasi (1524–1579). Er zog nach Istanbul und gewann schon bald das Vertrauen des Sultans Murad III., der ihm den Titel des Herzogs vom Mytilene (Lesbos) verlieh. Wie Nasi wurde er zum Herrn von Tiberias (Palästina) ernannt.
Abenaes konnte seine Stellung am osmanischen Hof trotz verschiedener Intrigen bis zu seinem Tode halten. Wie zuvor Nasi unterhielt er ein weites Netz von Informanten in ganz Europa und war deshalb für die türkische Regierung von großem Nutzen. Er gilt als treibende Kraft in der Errichtung der englisch-türkischen Allianz gegen Philipp II. Zu diesem Zweck unterhielt er Kontakte zum Arzt der englischen Königin Roderigo Lopes und anderen Marranen von London. Abenaes war so der erste, der die Nachricht von der Niederlage der spanischen Armada (1588) am türkischen Hof überbrachte.
Nach der Niederlage Philipps II. gegen die Engländer versuchte Abenaes erneut Don Antonio auf den portugiesischen Thron zu verhelfen. Der Plan Portugal über die indischen Dominions zu erobern misslang; Don Antonio brach mit Abenaes, bezichtigte ihn des Verrates und griff ihn öffentlich an.
Weder die Intrigen des Don Antonio noch die Hinrichtung seines Schwagers Roderigo Lopes konnten seine Beziehungen zum englischen Königshaus ernsthaft gefährden. Immer wieder schickte er Gesandte nach London, die für ihn und das osmanische Reich am Hof vorsprachen. So erwirkte er, dass sich England in den türkisch-ungarischen Auseinandersetzungen (Langer Türkenkrieg 1593–1606) neutral verhielt.
Solomon Abenaes starb 1603. Sein Sohn Jacob Abenaes (geboren als Francisco Mendes), der mit seinem Vater zum jüdischen Glauben zurückgekehrt war, ließ sich in Tiberias nieder. Dort kümmerte er sich entgegen dem Willen des Vaters wenig um Verwaltung und Politik, sondern beschäftigte sich vor allem mit (kabbalistischen) Studien.